# Зуттер, Йозеф
Йозеф Зуттер (нем. Joseph Sutter, 28 ноября 1781, Вена — 12 мая 1866, Линц, Австрия) — австрийский живописец, член объединения назарейцев в Риме. Его сын Даниэль Зуттер (1813—1864) также был художником.

## Жизнь и творчество
Йозеф родился в католической семье ювелира Йозефа Зуттера Старшего (? — 1781) и Элизабет, урождённой Шрайбер. Зуттера-сына в отличие от отца иногда называют Зуттером Вторым. Известны и другие художники под этой фамилией.
С 1812 года Йозеф Младший был женат на Марии Анне Хосефе. Около 1799 года начал обучение в Академии изобразительных искусств в Вене под руководством Генриха Фридриха Фюгера. Получил приз за лучший рисунок в классе исторической живописи. В 1809 году в Вене вместе с Иоганном Фридрихом Овербеком, Францем Пфорром, Людвигом Фогелем, Иоганном Конрадом Готтингером и Йозефом Винтергерстом был основателем «Братства Святого Луки», или общества назарейцев. В 1811 году он покинул Академию, воспользовавшись тем, что потерпел поражение в одном из конкурсов.
С 1816 по 1828 год Йозеф Зуттер жил в Риме, там он написал несколько больших картин, а с 1831 по 1838 год — в Мюнхене, где работал помощником Петера фон Корнелиуса. С 1838 жил в Линце, где основал рисовальную школу. Ему помогал сын Даниэль. Всю жизнь Йозеф Зуттер оставался верен принципам назарейцев, но в последние годы его преследовали материальные трудности.
Ф. Овербек высоко ценил его, ободрял его многочисленными письмами и оставался его «духом-хранителем» на протяжении всей его жизни. В большой картине «Вход в Иерусалим», где Овербек воздвиг памятник всем своим друзьям и представил их портреты в полном сходстве, Зуттер показан идущим рядом со своим другом вблизи Христа. Привыкший с юности к лишениям, Йозеф Зуттер встречал свою судьбу мужественно и стойко и «с усердием боролся за то, чтобы скудно зарабатывать на жизнь искусством, пока ухудшение зрения не парализовало его трудоспособность и не окружило его старость ужасом горьких страданий». Операция, которую Зуттер перенёс в Вене в 1858 году, прошла успешно, по крайней мере, он снова мог пользоваться пером и отчасти также кистью, пока смерть 12 мая 1866 года не освободила его от горького состояния.